# Brusselse gelede PCC-car
De Brusselse gelede PCC-car, ook bekend als de 7700-reeks, is een serie van 128 enkelgelede trams met de techniek van de PCC-car. Zij zijn gebouwd in de jaren 1971-73 door La Brugeoise te Brugge en ACEC te Charleroi voor de Maatschappij voor het Intercommunaal Vervoer te Brussel (MIVB). De trams worden op diverse lijnen van het Brusselse tramnet ingezet.

## Eenrichting
De eerste 98 trams waren oorspronkelijk gebouwd als eenrichtingstrams, omdat een groot deel van het Brusselse tramnet hierop was ingericht. De trams waren echter wel voorbereid op een ombouw tot tweerichtingsvoertuigen. Later zijn de trams alsnog omgebouwd tot tweerichtingtrams met deuren aan beide zijden. Bij die gelegenheid werden ze vernummerd van de 7500- naar de 7700-reeks.

## Inzet
De resterende trams van de serie 7700/7800 worden ingezet op lijnen 39, 44, 93 en 97, en bij uitzondering ook op lijnen 51 en 81.

## Andere PCC-tramserie
- de Brusselse dubbelgelede PCC-car, de 7900-reeks.
- de vierassige Brusselse PCC-car van de 7000-reeks (rijdt niet meer in de reizigersdienst).

## Afbeeldingen

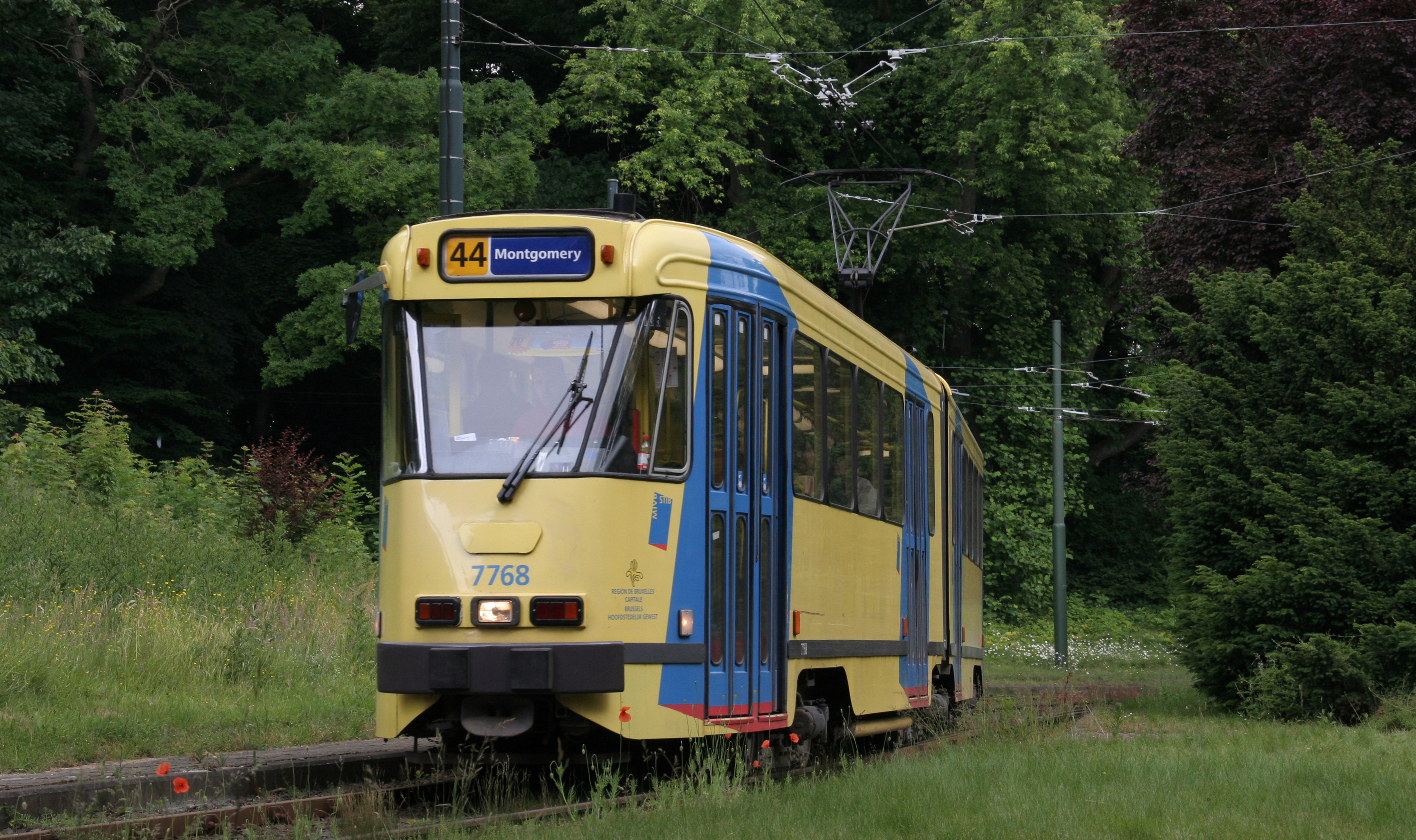
Een deel van de trams heeft nog de oude kleurstelling uit de jaren 80.

## Interieur

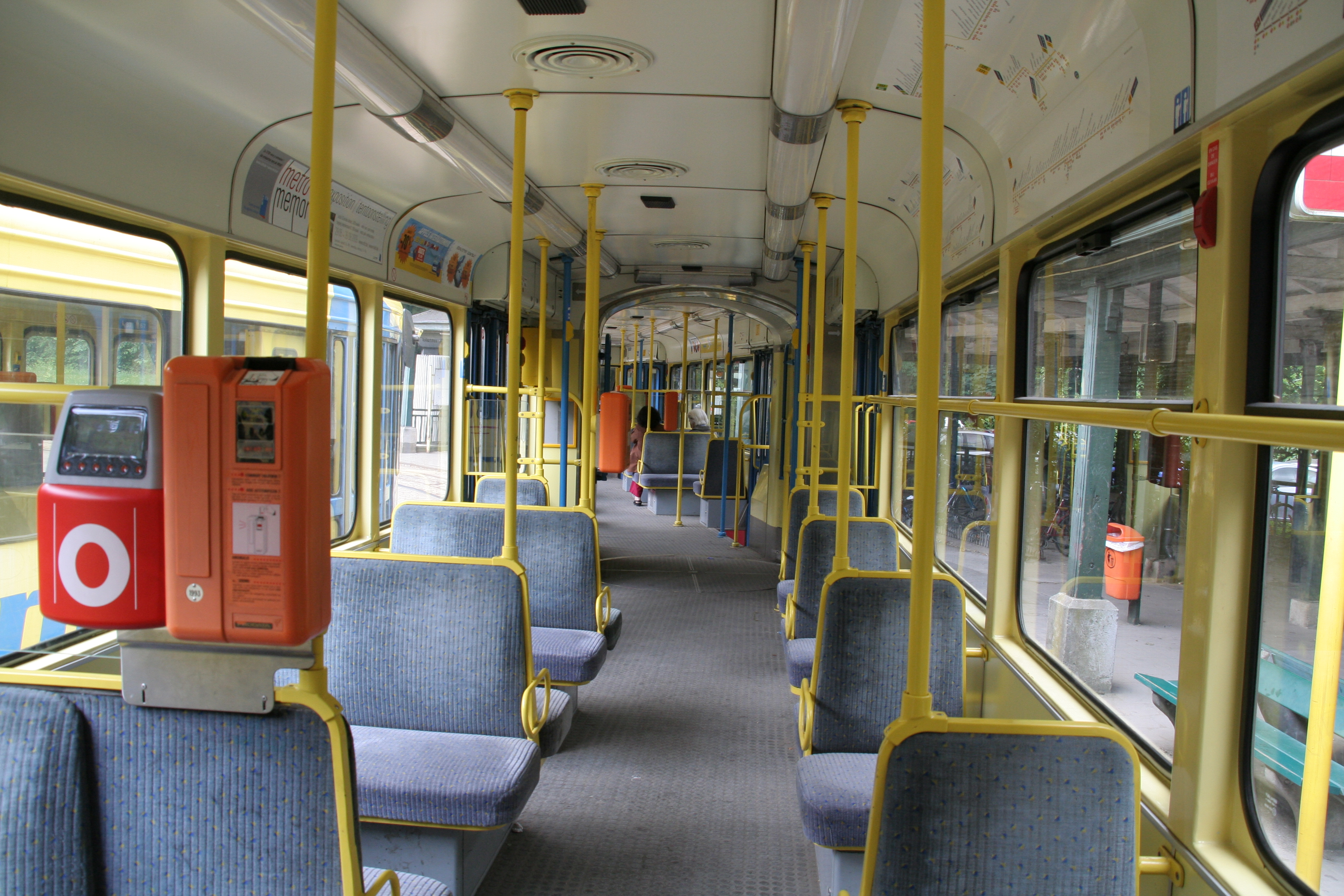
Interieur uit de jaren 90.
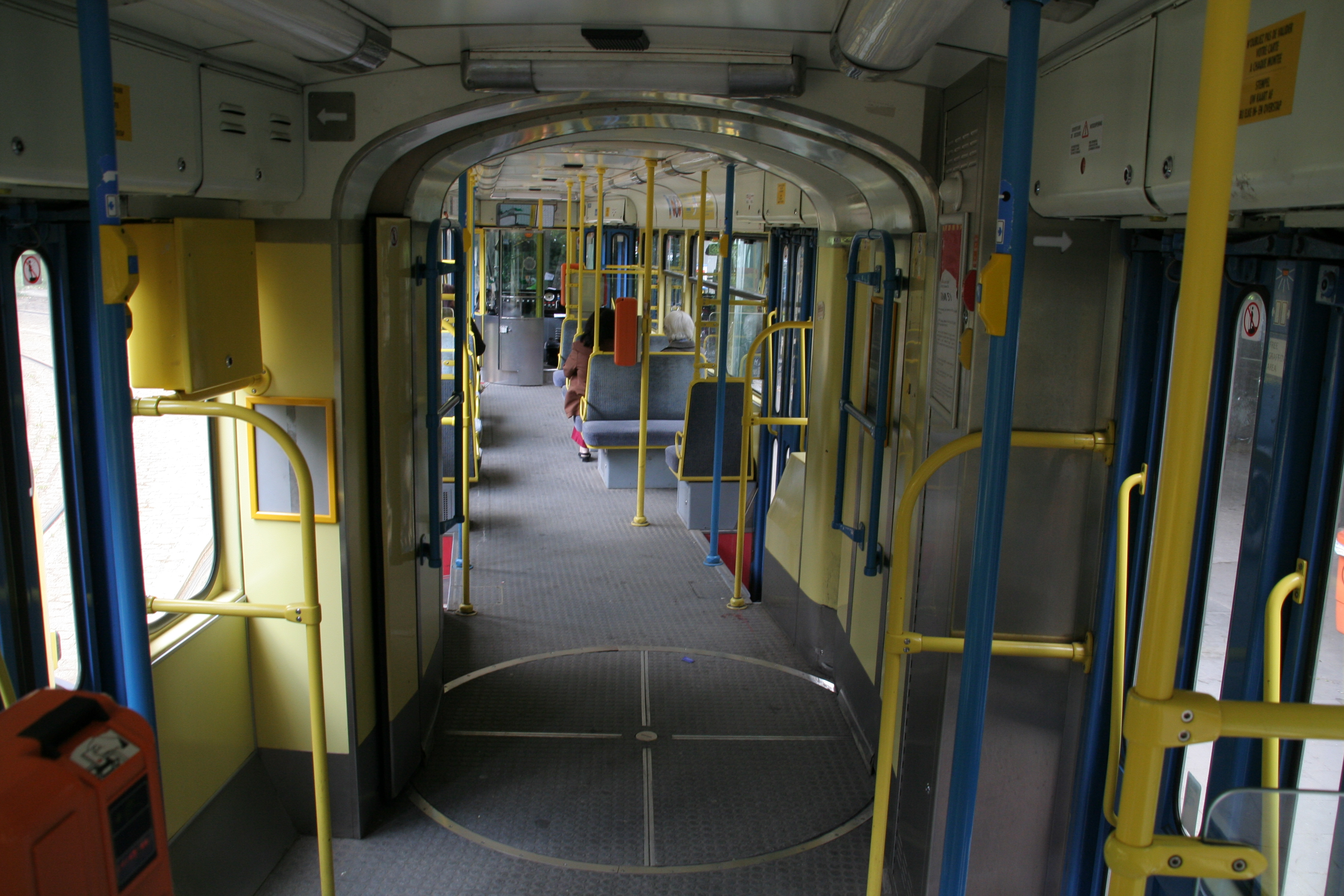
Interieur uit de jaren 90 bij de geleding.
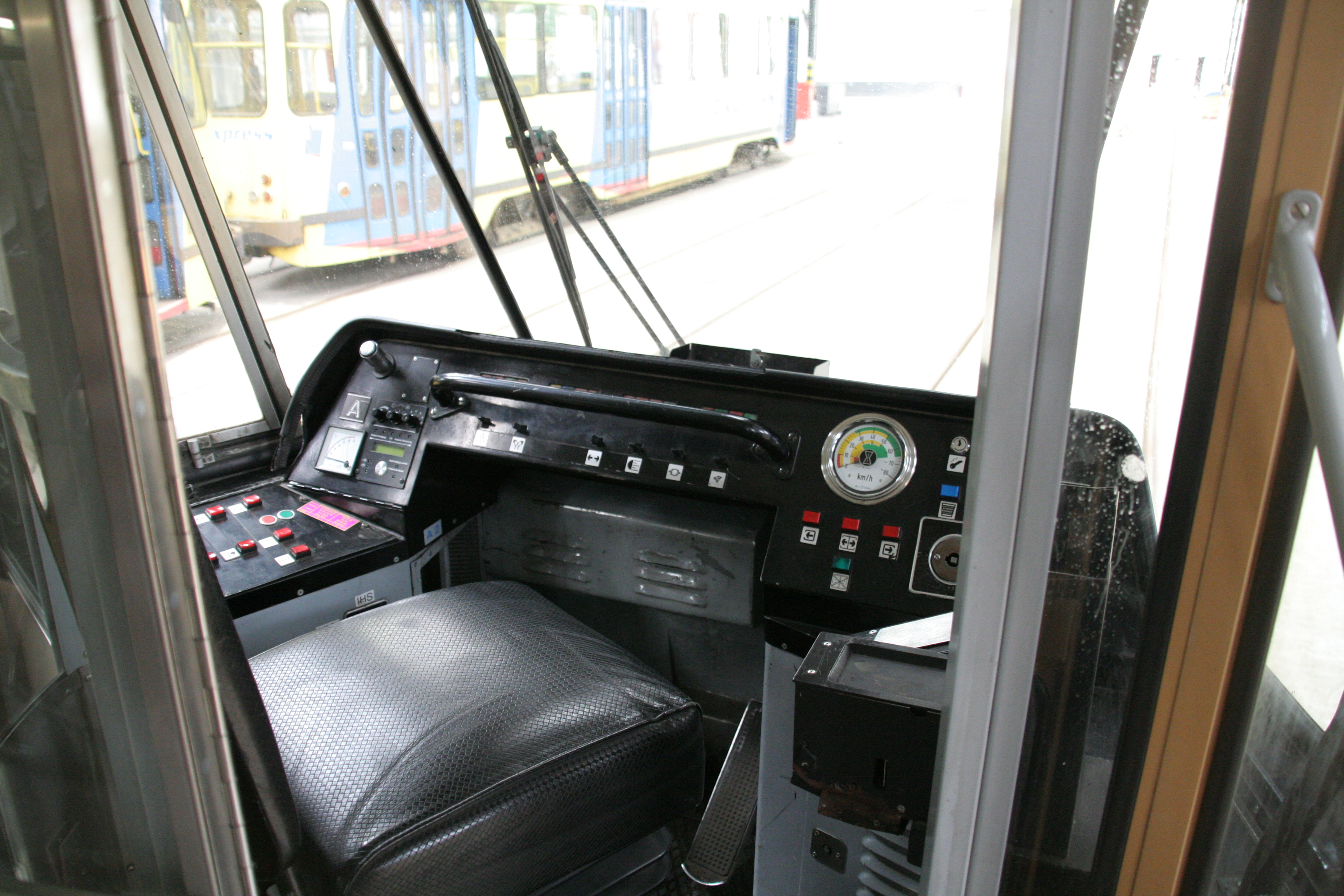
Stuurpost van de gelede trams.
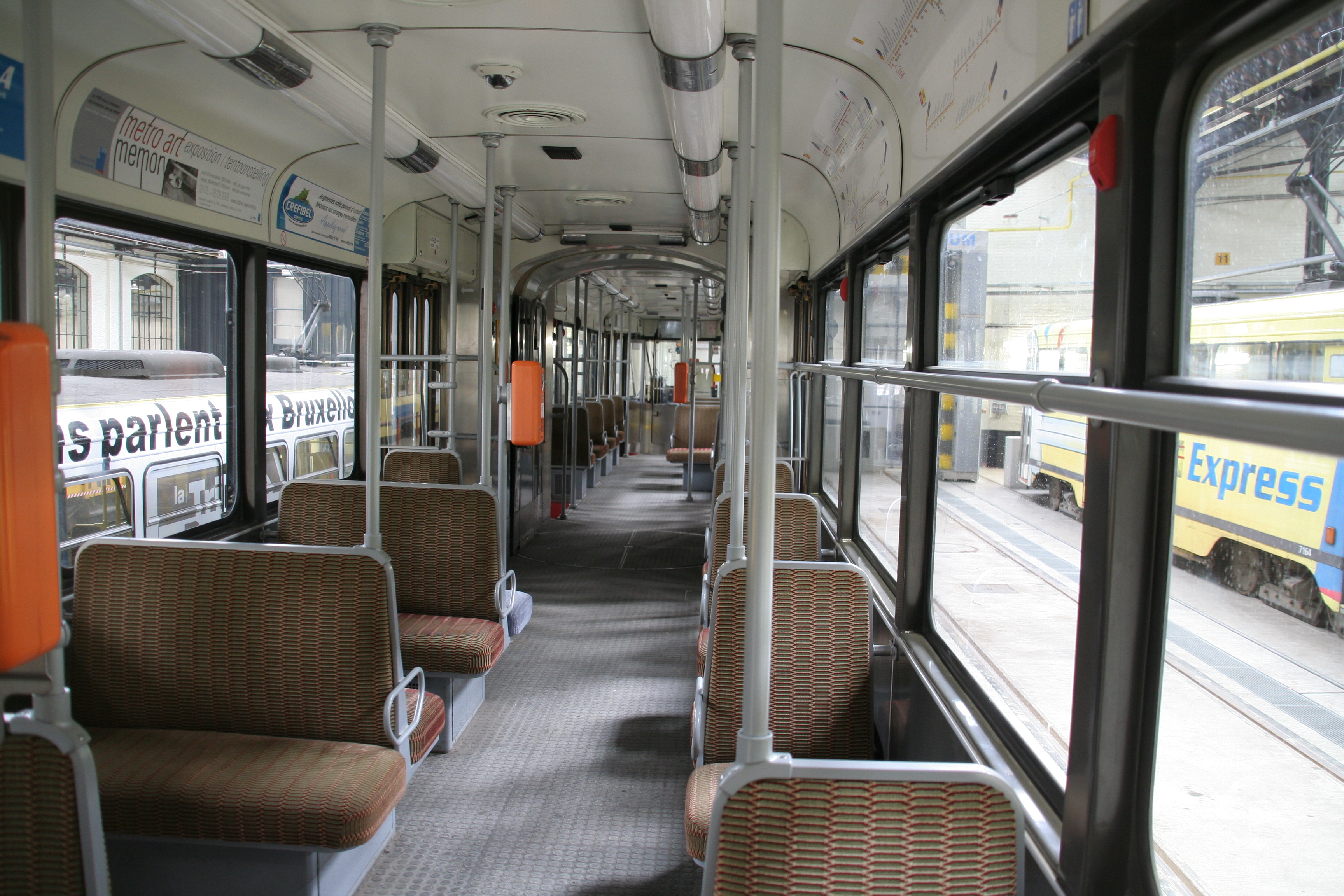
Interieur van de voertuigen in de nieuwe grijze kleuren.